# Stephan von Wickenburg
Stephan Capello hrabě von Wickenburg (německy Stephan Maria Wilhelm Ernst Capello Graf von Wickenburg, maďarsky capellói gróf Wickenburg István Mária Vilmos Ernö) (16. července 1859 Arad – 30. prosince 1931 Velence) byl rakouský šlechtic a rakousko-uherský státní úředník. Jako absolvent práv působil od mládí ve státních službách, většinu své profesní kariéry strávil v Rijece, kde byl nakonec v letech 1910–1917 guvernérem.

## Životopis

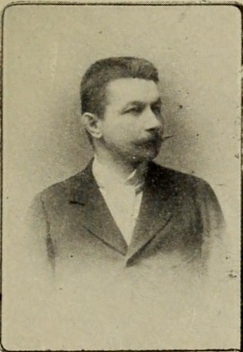
Stephan Wickenburg (1897)

Pocházel ze starého šlechtického rodu původem z Itálie povýšeného v roce 1790 do hraběcího stavu s predikátem von Wickenburg. Narodil se jako starší syn c. k. majora hraběte Edmunda Wickenburga (1831–1871) a jeho manželky Stephanie, rozené Horváthové (1830–1921). Otec působil ve službách arcivévody Maxmiliána a díky tomu Stephan prožil část dětství v Mexiku (1865–1867). Po návratu do Evropy žila rodina v Haliči, kde otec spáchal sebevraždu. Stephan působil v letech 1871–1879 jako páže u císařského dvora, mezitím absolvoval Tereziánskou akademii ve Vídni a následně studoval práva ve Vídni a Budapešti. V roce 1883 získal doktorát z politických věd a nastoupil do státních služeb, začínal v Budapešti jako koncipient u daňového úřadu.

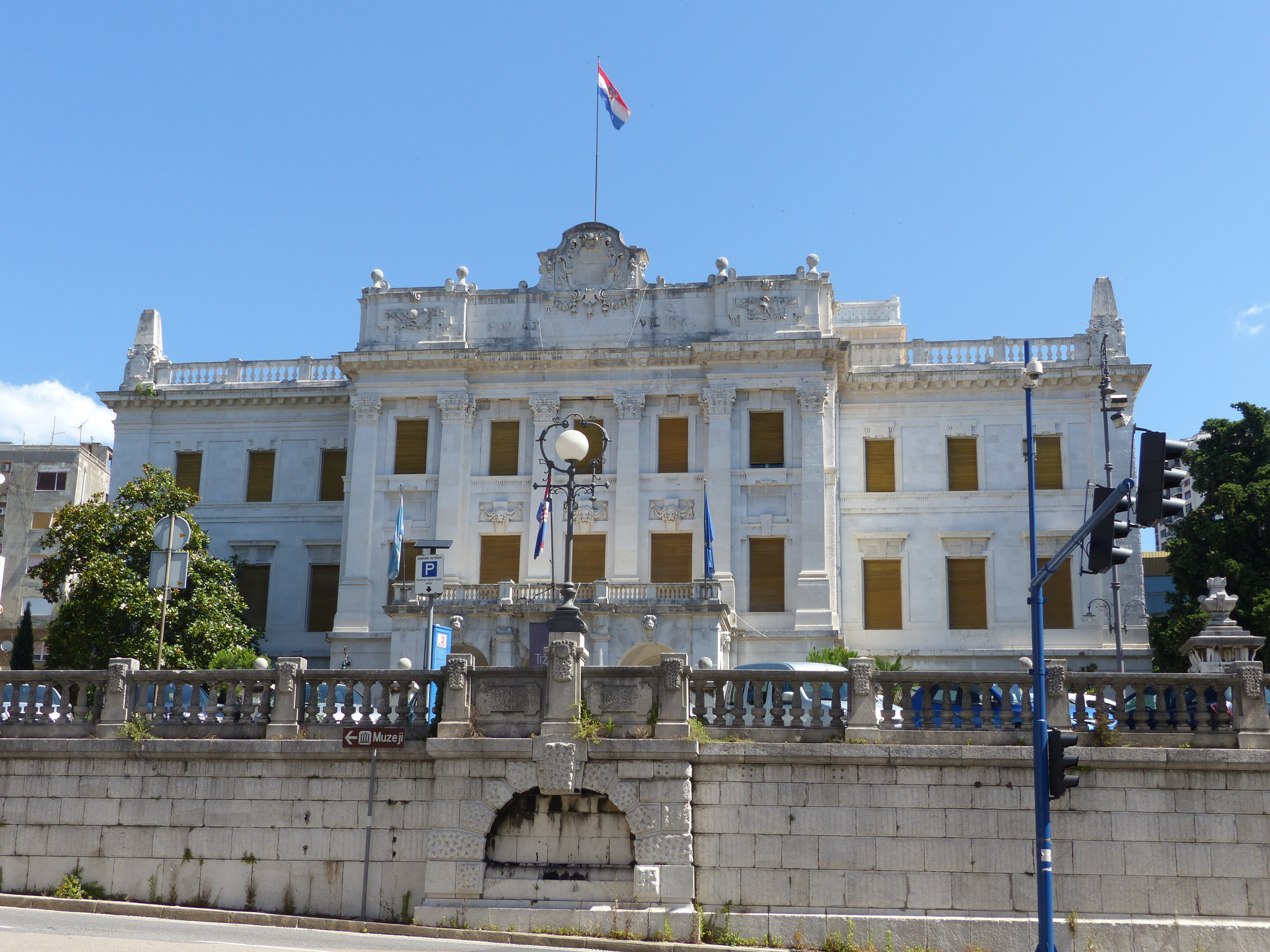
Guvernérský palác v Rijece

Od roku 1885 působil trvale v Rijece, kde absolvoval postup v různých funkcích státní správy. Od roku 1901 byl sekčním radou politicko-správního oddělení místodržitelského úřadu a od roku 1906 de facto zastupoval nepřítomného guvernéra, mezitím získal v roce 1905 titul ministerského rady. V letech 1909–1910 byl náměstkem guvernéra a nakonec byl v roce 1910 jmenován guvernérem. V úřadu realizoval program centralizace státní správy a podporoval Tiszovu vládu. Špatně se mu ale spolupracovalo s místním zastupitelstvem z poloviny obsazeným italskou menšinou a výsledkem jeho snah byl atentát na guvernérský palác v roce 1913, došlo ale jen k materiálním škodám. Z funkce odešel v roce 1917 po pádu Tiszovy vlády a od té doby žil v soukromí. Usadil se na zámku Velence v Maďarsku, kde se mimo jiné věnoval malování, uplatnil se jako krajinář. Vlastnil také cennou numismatickou sbírku, kterou odkázal městskému muzeu v Székesféherváru.

## Tituly a ocenění
V roce 1901 byl jmenován c. k. komořím a jako guvernér obdržel v roce 1911 titul c. k. tajného rady s nárokem na oslovení Excelence. Během první světové války získal Vyznamenání za zásluhy o Červený kříž s válečnou dekorací a po odchodu do výslužby obdržel velkokříž Řádu Františka Josefa. V zahraničí byl nositelem čínského Řádu dvojitého draka. V Rijece získal čestné občanství (1913). Z pozice guvernéra v Rijece byl také členem uherské Sněmovny magnátů.

## Rodina
V roce 1905 se oženil s hraběnkou Marií Sophií von Pückler-Limpurg (1868–1955) ze staré německé šlechty. Svatba se konala na jižní Moravě na zámku Višňové, který patřil rodině nevěstiny matky. Marie Sophie byla později dámou Řádu hvězdového kříže a c. k. palácovou dámou. Z manželství se narodila jediná dcera Marie Marca (1906–1983), která žila svobodná v Maďarsku. Díky manželce byl Stephan mimo jiné švagrem prince Eduarda z Lichtenštejna.
Jeho mladší bratr Markus (1864–1924) působil také ve státních službách a před první světovou válkou byl sekčním šéfem na rakousko-uherském ministerstvu zahraničí.